# Bell 212
Bell 212 Twin Huey (Bell UH-1 Huey) er en to-bladet, tomotores, medium helikopter, der første gang fløj i 1968. Den er udviklet og produceret af Bell Helicopter i Mirabel, Quebec, Canada. Bell 212 markedsføres til civile operatører og har en femten-sædekonfiguration, med en pilot og fjorten passagerer. I gods konfiguration har 212 en intern kapacitet 6.23 m³. En ekstern belastning på op til 2268 kg kan monteres udvendig.
Bell 212 er en videreudvikling af den militære model Bell UH-1 Iroquois.